# 連邦国境警備隊

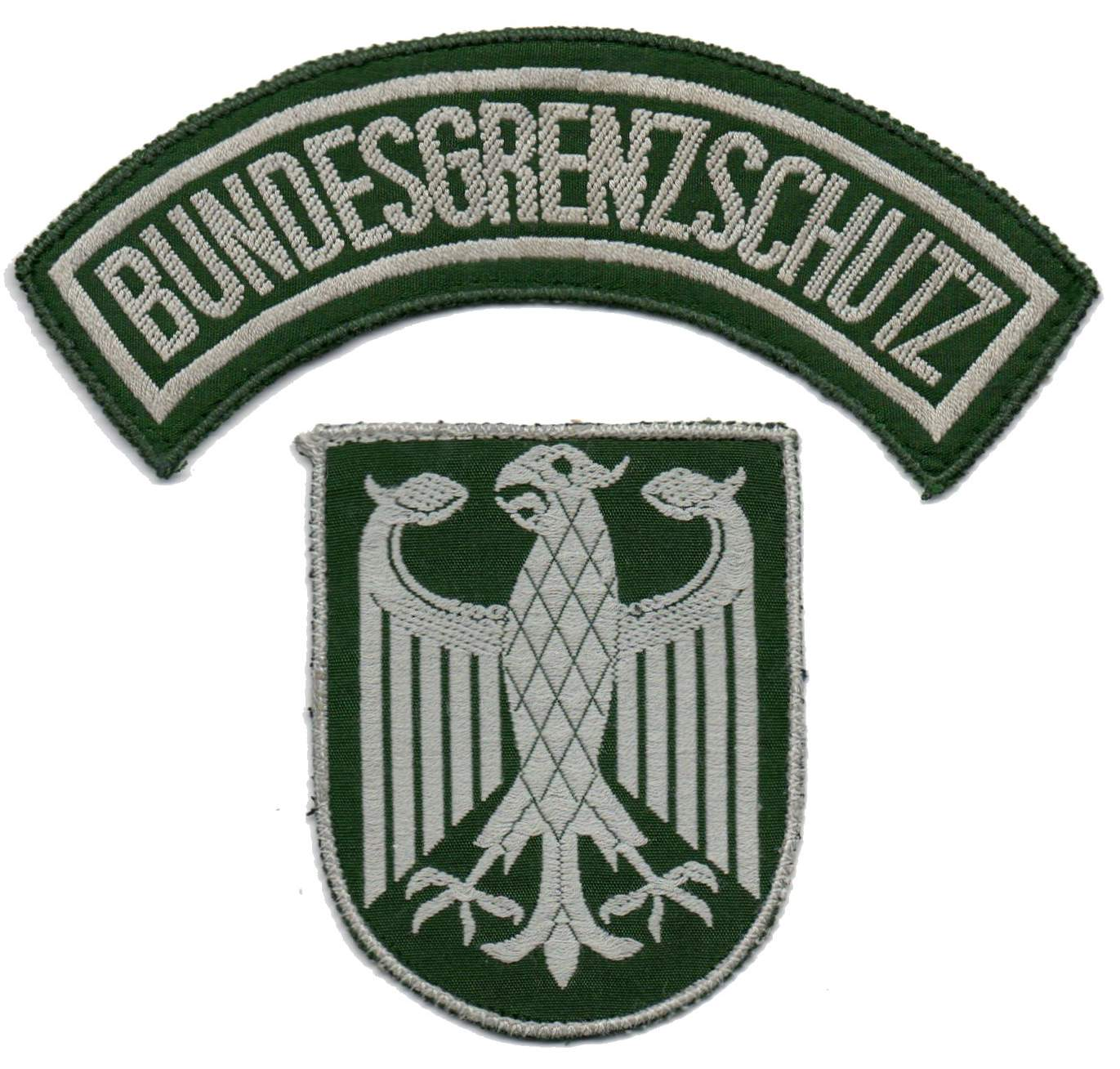
連邦国境警備隊（BGS）徽章

連邦国境警備隊（ドイツ語: Bundesgrenzschutz, BGS）は、ドイツ連邦共和国（西ドイツおよび統一後のドイツ）の法執行機関。連邦政府初の実力組織として、1951年の創設当初は準軍事組織としての性格もあったが、後に文民警察化された。また国境警備を主任務としてはいたものの、順次に任務の範囲を拡大し、多彩な警備警察組織に発展していったことから、名称が実態に即していないと指摘され、2005年、連邦警察（Bundespolizei, BPOL）と改称された。

## 歴史

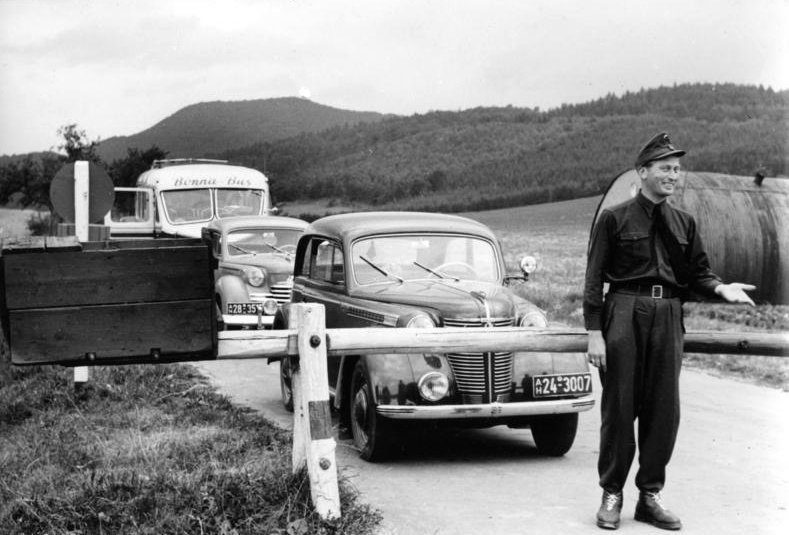
ドイツ国内国境で配置に就くBGS隊員 ヘッセン州ヘルドラ 1952年

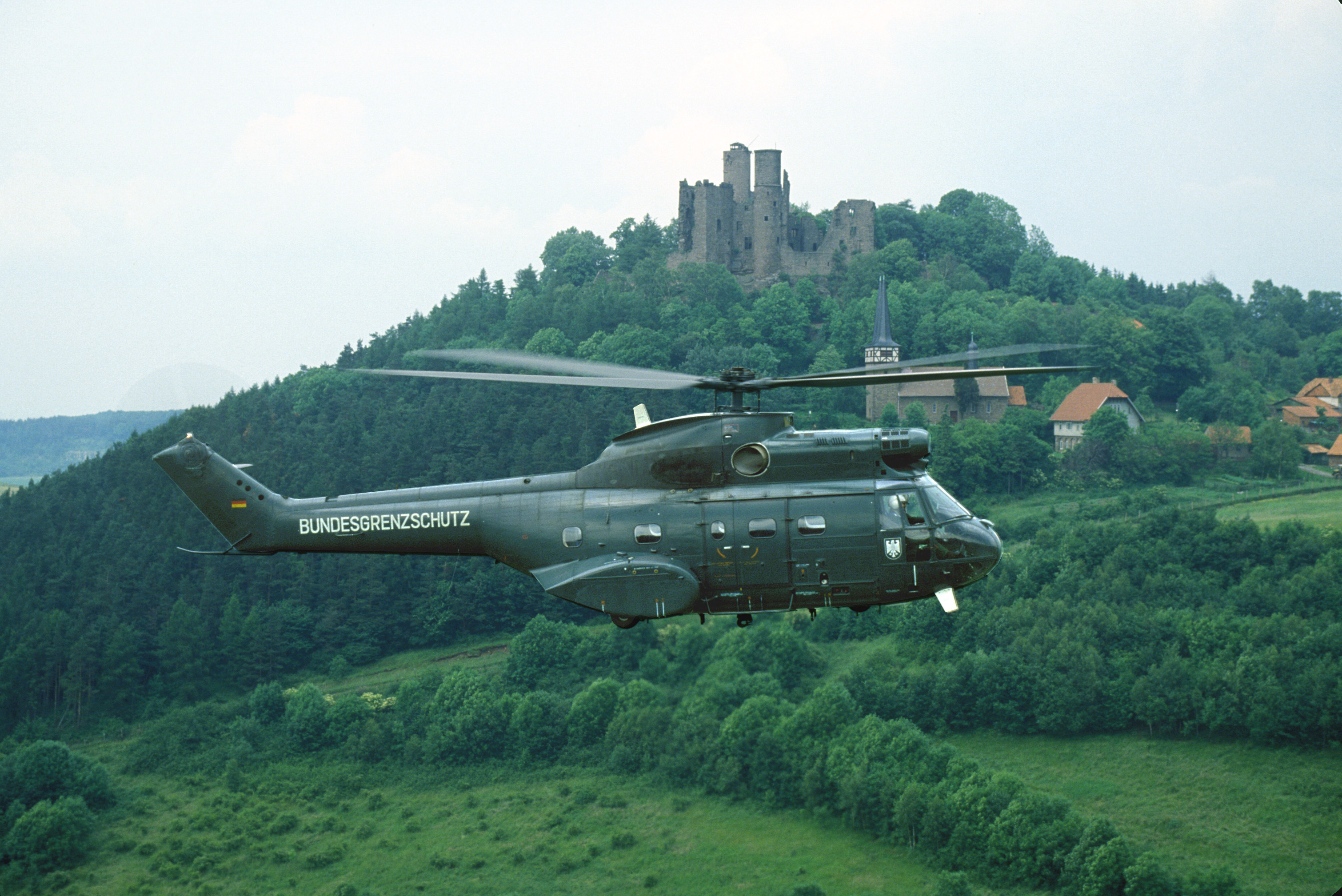
東ドイツ側のハンシュタイン城址を背景に飛行するBGSのSA330J
1985年

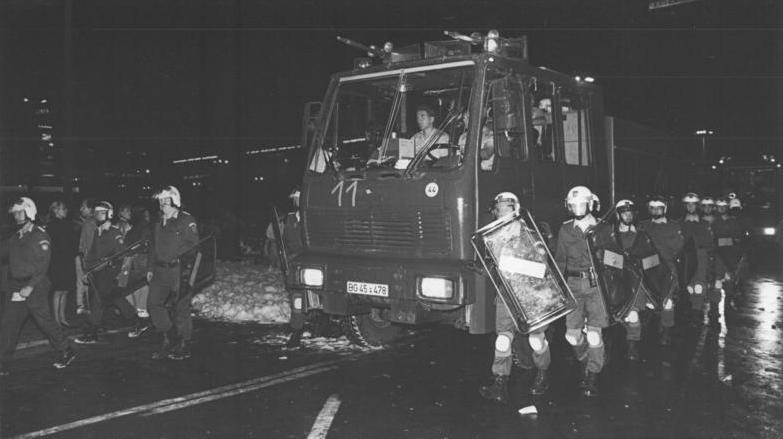
放水車を伴って暴動鎮圧に出動したBGS ベルリン 1990年

BGSが設立されたのは、冷戦只中の1951年であった。当時はまだベルリンの壁も存在せず、東西ドイツ間の行き来は自由に行えた。一方でこの時期、密輸業者や工作員などが非合法な手段で頻繁な出入国を図っていた。連合国の占領当局はこの事態を受けて、将来的に撤退するであろう米英軍よりも、山林地帯など現地の地理に詳しいドイツ人に警備を任せるべきだと判断した。創設当初、BGSは軽歩兵として武装した準軍事組織と見なされており、その編成は大隊（国境警備部隊）、中隊、小隊によって成されていた。その後、1960年代末の法改正によって文民警察組織となり、かわって導入された交戦者状態（Kombattantenstatus）の規定も、1994年の法改正によって削除された。
1953年3月10日、連邦旅券管理局（Bundespasskontrolldienst）の管轄がBGSに移管されると共に、全ての国境線に部隊展開が行われた。
1972年、連邦憲法裁判所、大統領、首相、外務省、内務省の警備がBGSの任務に加えられる。1974年1月1日以降、BGSは完全な志願兵制度を採用し、1987年には女性隊員の募集も開始された。1990年6月1日、ドイツ国内国境線（ベルリンの壁を除いた、東西両ドイツの国境）の警備が任務から除かれる。
1995年初頭の段階で、BGSの戦力はおよそ24,000名を数えた。隊員は装甲車や機関銃、自動小銃、催涙ガス、手榴弾、小銃擲弾、対戦車火器などで武装した。国境警備ないし警察任務に従事する全ての隊員はピストルなどを携行した。5つの部隊は軽飛行機やヘリコプターを保有しており、離れた地点への迅速な移動や警備、救助任務などに利用した。
沿岸警備隊相当の部門として沿岸監視合同部隊（Koordinierungsverbund Küstenwache）の元に連邦海上国境警備隊（Bundesgrenzschutz-See）があった。1951年1月7日に隊員550名をもって編成された。海上国境警備隊では14隻の大型巡視艇やヘリコプターを装備した。
国境警備任務に加えて地方警察の管轄を超えて行動しうる即応警察部隊の役割も担ったほか、空港や大使館の警備にもBGSが派遣された。いくつかの部隊では特別の高等訓練を行い、爆薬などの特殊機材、ヘリコプター、戦闘車両などの投入に備えた。
1972年夏季オリンピックにおける人質事件（いわゆるミュンヘンオリンピック事件）の中で警察官の執行手続きや訓練の欠陥が浮き彫りとなった後、対テロ作戦のための特殊部隊として国境警備群に第9国境警備群（GSG 9）が編成された。1977年、GSG-9はルフトハンザ航空181便ハイジャック事件に投入され、世界的にその存在を知られるようになった。
当初は連邦軍と類似した階級制度を採用していたが、1970年代半ばに他の公務員と同様の制度に改められた。制服は警察に準じた緑色だったが、出動服として迷彩作業服が採用されており、スチール製ヘルメットもしばしば使用された。
1990年、東西ドイツ統一の際に東西ドイツの国鉄がドイツ鉄道として統合・民営化された。これにより西ドイツ鉄道警察（Bahnpolizei）と東ドイツ鉄道警察（Transportpolizei）の指揮権はBGSに移り、再編が行われた。これは鉄道網が連邦各地に広がっており、地方警察では対処しきれないとされた為である。

### 連邦警察への改組
2005年7月、任務の拡張を受けて、より多面的な警察組織としての実態を反映するべく連邦警察（Bundespolizei, BPOL）に改組された。これは州ごとに法執行力を付与する旨を明示している憲法第30条との関係で論争の的になった。そうした議論の元、BGSの事実上の権限はいくらかの制限を受けていたが、現在のBPOLは本格的かつ有力な警察組織になっている。

## ギャラリー

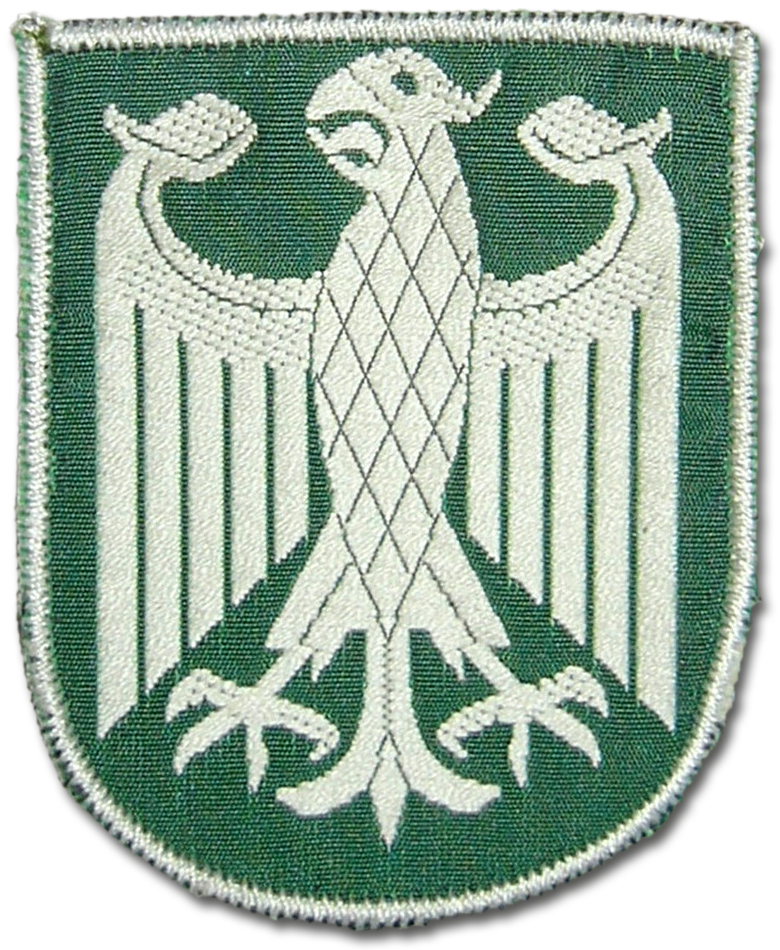
制服左上腕に着用されたBGSの徽章（Bundesadler、 連邦鷲章）
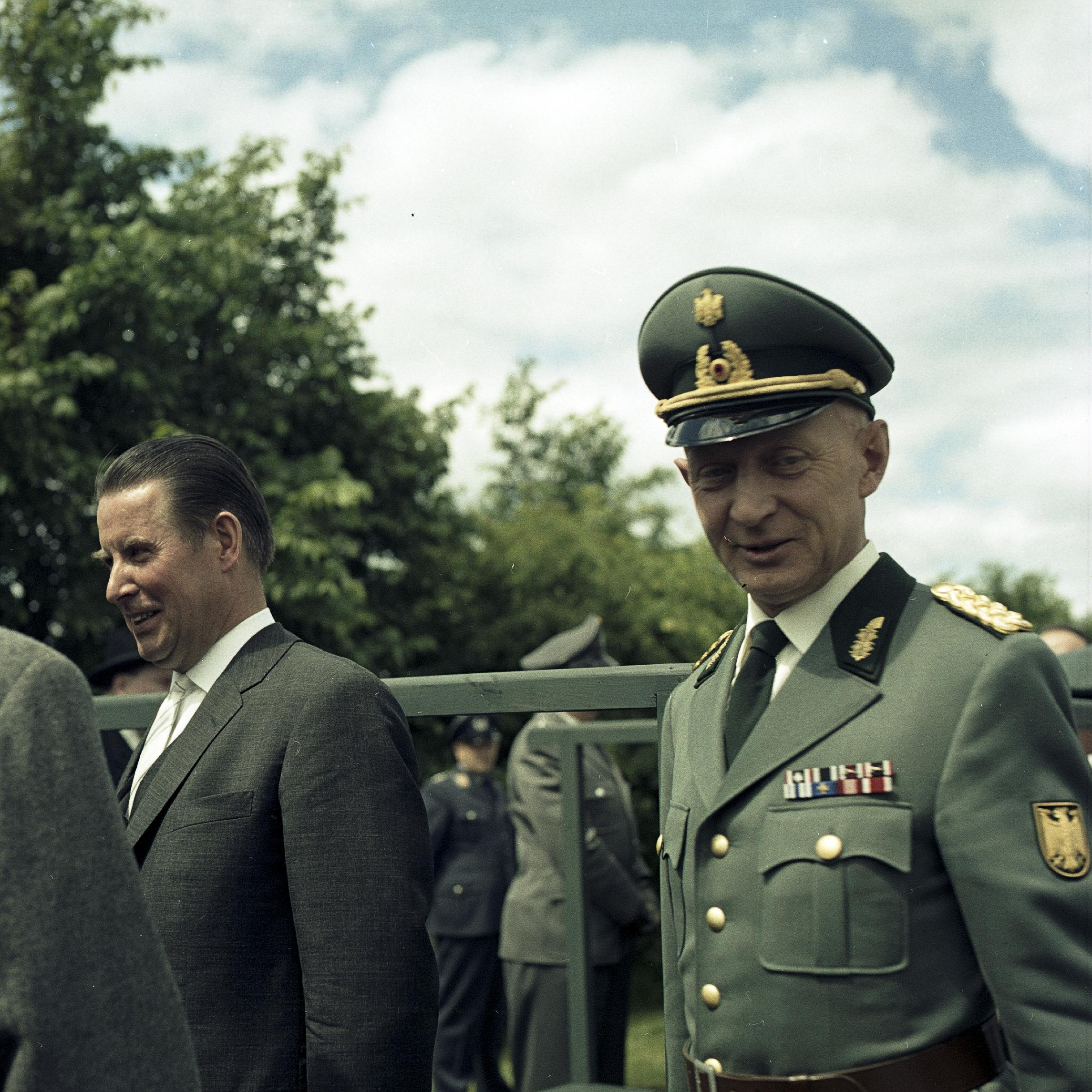
創設10周年記念式典におけるシュレーダー内相とBGS総監ザムロウスキー准将、リューベック 1961年
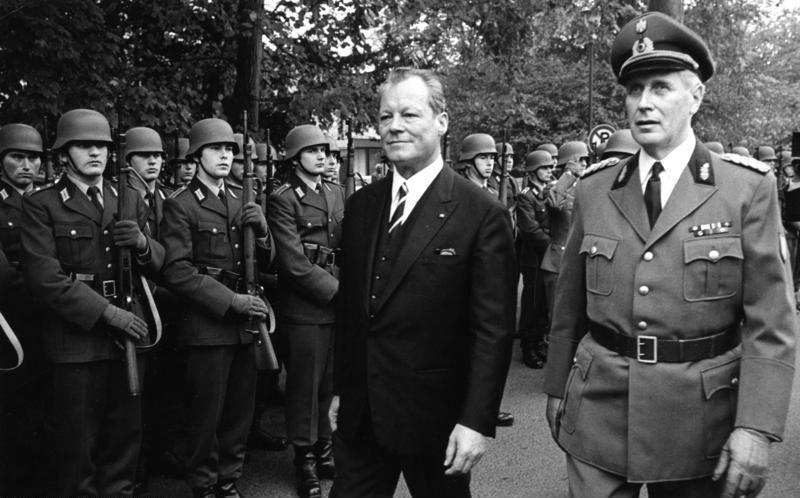
首相就任式に赴くヴィリー・ブラントに随行するBGS総監フォン・プラーテン准将、ボン 1969年
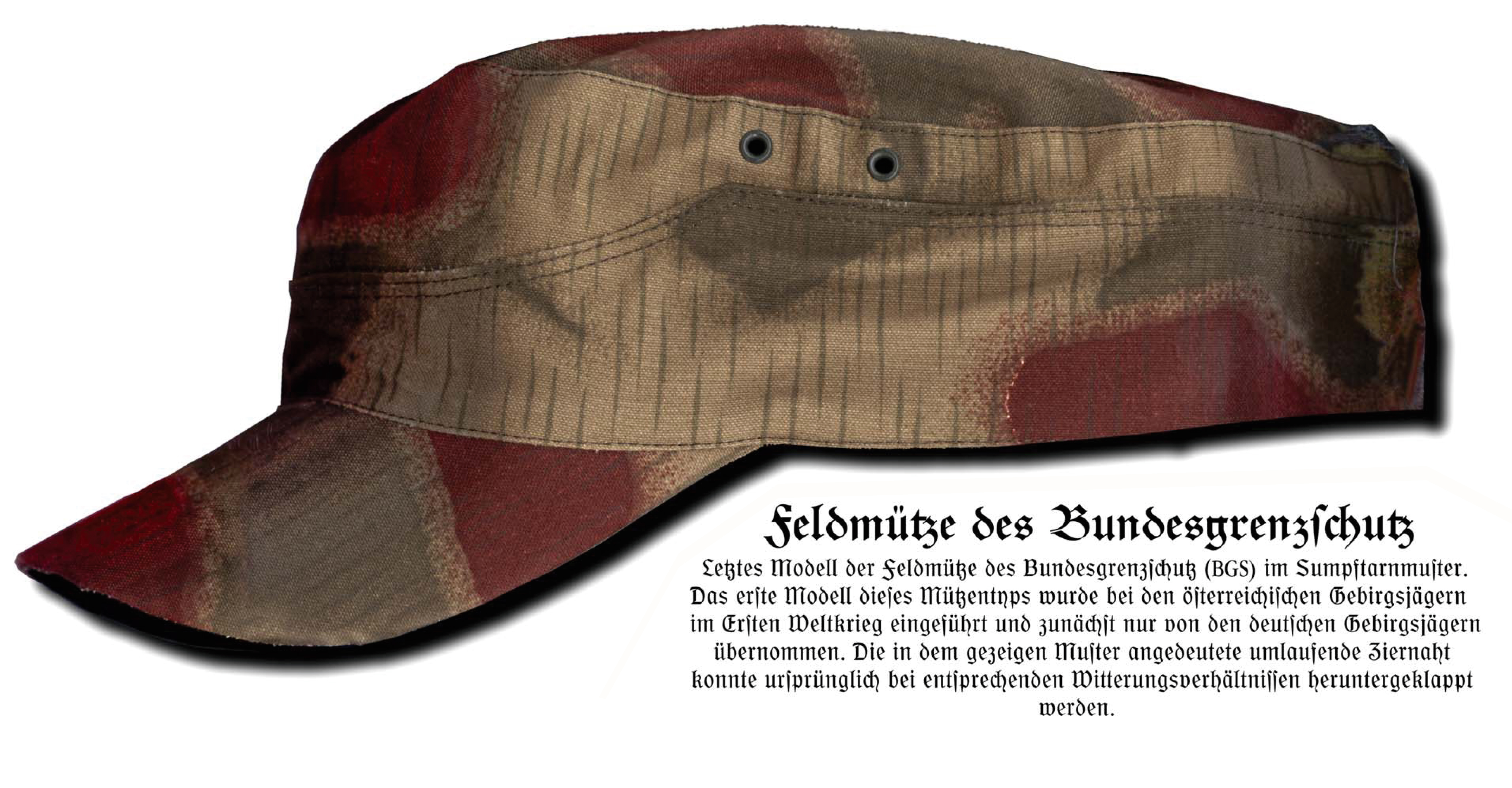
1980年代まで使用された迷彩の野戦帽
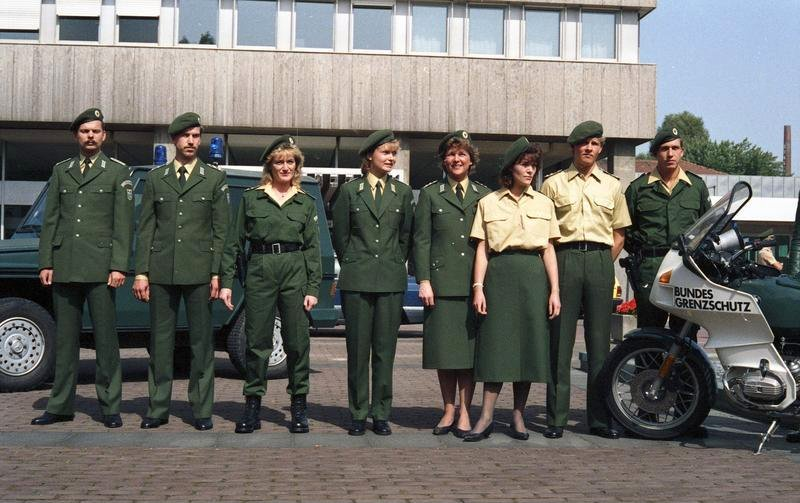
女性の採用が開始された1987年当時の制服
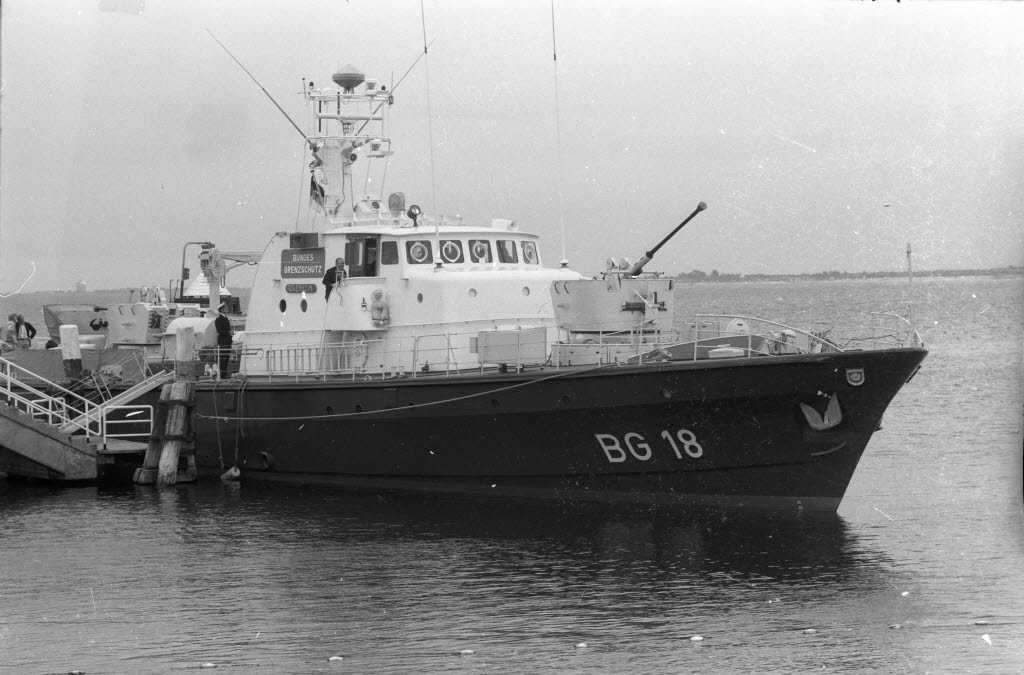
警備艇「ローゼンハイム」、キール 1972年
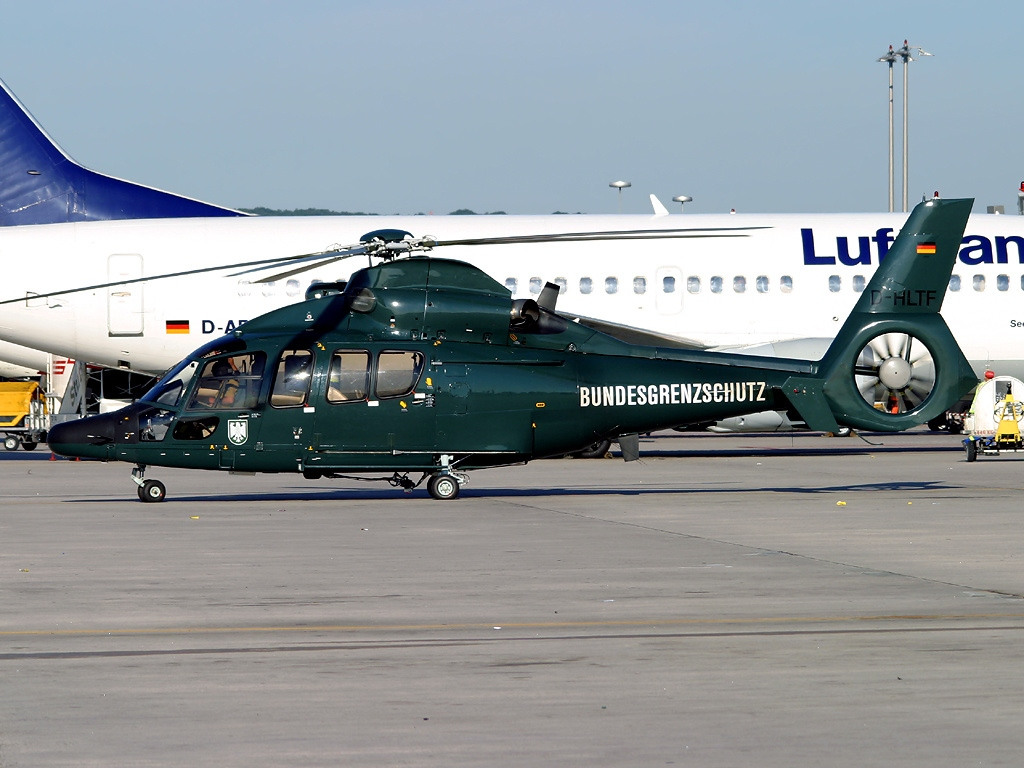
ユーロコプター EC 155、シュツットガルト 2003年